# 1817
- Wikisource

| Calendário gregoriano                                                        | 1817 MDCCCXVII                       |
| Ab urbe condita                                                              | 2570                                 |
| Calendário arménio                                                           | 1266 – 1267                          |
| Calendário bahá'í                                                            | -27 – -26                            |
| Calendário budista                                                           | 2361                                 |
| Calendário chinês                                                            | 4513 – 4514 Início a 16 de fevereiro |
| Calendário copta                                                             | 1533 – 1534                          |
| Calendário etíope                                                            | 1809 – 1810                          |
| Calendários hindus - Vikram Samvat - Calendário nacional indiano - Cáli Iuga | 1872 – 1873 1738 – 1739 4917 – 4918  |
| Calendário Holoceno                                                          | 11817                                |
| Calendário islâmico                                                          | 1232 – 1233                          |
| Calendário judaico                                                           | 5577 – 5578                          |
| Calendário persa                                                             | 1195 – 1196 Início a 21 de março     |
| Calendário rúnico                                                            | 2067                                 |
| Calendário solar tailandês                                                   | 2360                                 |

1817 (MDCCCXVII, na numeração romana) foi um ano comum do século XIX do actual Calendário Gregoriano, da Era Cristã, e a sua letra dominical foi E (52 semanas), teve início a uma quarta-feira e terminou também a uma quarta-feira.
| Ano completo                        |
| ----------------------------------- |
| Ano comum com início à quarta-feira |

## Eventos
- Jöns Jacob Berzelius descobre o elemento químico selénio.

### Março
- 4 de março - James Monroe toma posse como Presidente dos Estados Unidos, sucedendo a James Madison
- 6 de março - Inicia-se a Revolução Pernambucana no Brasil contra o domínio português.

### Setembro
- 16 de Setembro - Emancipação do estado de Alagoas .

### Dezembro
- 10 de dezembro - Mississipi torna-se o 20º estado norte-americano.

## Nascimentos
- 4 de Março - Casimiro José Vieira, padre católico e um dos líderes da Revolução da Maria da Fonte (m. 1895)
- 12 de Julho - Henry David Thoreau, filósofo americano (m. 1862)
- 7 de Setembro - Luísa de Hesse-Cassel, rainha-consorte da Dinamarca (m. 1898)
- 2 de Outubro - Maximiliano de Leuchtenberg, 3° duque de Leuchtenberg (m. 1852)
- 23 de Outubro - Anselmo José Braamcamp, ministro do Interior e das Finanças e Presidente do Conselho de Ministros de Portugal do Reino de Portugal (m. 1885)

## Mortes
- 18 de Outubro - Gomes Freire de Andrade, militar português (n. 1757)
- 6 de Novembro - Carlota de Gales, herdeira da coroa do Reino Unido, morreu em trabalho de parto (n. 1796)

## Por tema
- 1817 na ciência
- 1817 no cinema
- 1817 na literatura
- 1817 na música
- 1817 na política